# Кунтугушевська сільська рада
Кунтугу́шевська сільська рада (рос. Кунтугушевский сельский совет) — муніципальне утворення у складі Балтачевського району Башкортостану, Росія. Адміністративний центр — присілок Нижньоіванаєво.

## Населення
Населення — 1098 осіб (2019, 1351 в 2010, 1347 в 2002).

## Склад
До складу поселення входять такі населені пункти:
| Населений пункт           | Населення, осіб (2002) | Населення, осіб (2010) |
| ------------------------- | ---------------------- | ---------------------- |
| Верхньоіванаєво, присілок | 295                    | 296                    |
| Кунтугушево, присілок     | 276                    | 247                    |
| Нижньоіванаєво, присілок  | 267                    | 314                    |
| Новоуразаєво, присілок    | 54                     | 44                     |
| Тузлубіно, присілок       | 235                    | 245                    |
| Янтімірово, присілок      | 220                    | 205                    |